# Geometra dioptasaria
Geometra dioptasaria är en fjärilsart som beskrevs av Hugo Theodor Christoph 1881. Geometra dioptasaria ingår i släktet Geometra och familjen mätare. Inga underarter finns listade i Catalogue of Life.